# Zimní olympijské hry 1928
II. Zimní olympijské hry se uskutečnily ve dnech 11. až 19. února roku 1928. Jejich dějištěm se stal Svatý Mořic ve Švýcarsku. Zúčastnilo se jich 495 sportovců z 25 zemí.
Byly to první samostatné zimní olympijské hry, které nebyly organizovány ve spojení s letními olympijskými hrami. Předchozí hry v roce 1924 byly původně součástí letní olympiády a za zimní olympiádu byly uznány teprve dodatečně.
Nejúspěšnějšími sportovci těchto her se stali Nor Johan Grøttumsbråten, který získal v lyžařských disciplínách dvě zlaté medaile, podobně jako v rychlobruslení Fin Clas Thunberg. Ten byl již před čtyřmi lety v Chamonix s pěti medailemi nejúspěšnějším sportovcem a také ve Svatém Mořici získal zlato v disciplínách 500 m a 1500 m.

## Kalendář soutěží
| ÚC | Úvodní ceremoniál | ● | Soutěžní den disciplíny | 1 | Finále disciplíny |  | Ukázkové disciplíny | ZC | Závěrečný ceremoniál |

| Únor                    | 11. So | 12. Ne | 13. Po | 14. Út | 15. St | 16. Čt | 17. Pá | 18. So | 19. Ne | Finále |
| ----------------------- | ------ | ------ | ------ | ------ | ------ | ------ | ------ | ------ | ------ | ------ |
| Ceremoniály             | ÚC     |        |        |        |        |        |        |        | ZC     |        |
| Běh na lyžích           |        |        |        | 1      |        |        | 1      |        |        | 2      |
| Boby                    |        |        |        |        |        |        |        | 1      |        | 1      |
| Krasobruslení           |        |        |        | ●      |        | ●      | 1      | 1      | 1      | 3      |
| Lední hokej             | ●      | ●      | ●      |        |        | ●      | ●      | ●      | 1      | 1      |
| Rychlobruslení          |        |        | 2      | 2      |        |        |        |        |        | 4      |
| Severská kombinace      |        |        |        |        |        |        | ●      | 1      |        | 1      |
| Skeleton                |        |        |        |        |        |        | 1      |        |        | 1      |
| Skijöring               |        | 1      |        |        |        |        |        |        |        | 0      |
| Skoky na lyžích         |        |        |        |        |        |        |        | 1      |        | 1      |
| Závod vojenských hlídek |        | 1      |        |        |        |        |        |        |        | 0      |
| Celkem disciplín        | 0      | 0      | 2      | 3      | 0      | 0      | 3      | 4      | 2      | 14     |
| Kumulativní součet      | 0      | 0      | 2      | 5      | 5      | 5      | 8      | 12     | 14     |        |

1. ↑  Závod na 10 000 m byl kvůli oblevě zrušen.

## Volba dějiště olympiády
Po úspěchu „Týdne zimních sportů“ roku 1924 v Chamonix bylo na 24. zasedání MOV v Praze dne 27. května rozhodnuto o zavedení čtyřletého cyklu zimních olympijských her. Ty se měly konat ve stejném roce jako letní olympijské hry.
Podle tehdy platných řádů směla hostitelská země letní olympiády také pořádat olympiádu zimní, pokud o to měla zájem. Tuto možnost však Nizozemci, jako hostitelé letní olympiády roku 1928, nevyužili a zřekli se pořádání zimní olympiády v témže roce. Godefroy de Blonay ohlásil již v Praze kandidaturu Švýcarska na pořádání zimních her, zatím však bez upřesnění místa konání.
Švýcarský zemský svaz pro tělovýchovu doporučil v březnu 1925 Švýcarskému olympijskému výboru (SOC) jako místo konání her tři možná místa: Davos, Engelberg a Svatý Mořic. SOC favorizoval St. Moritz, proslulé alpské středisko zimních sportů již od roku 1860.
6. května 1926 byla na zasedání MOV v Lisabonu projednávána kandidatura všech tří švýcarských měst. Z mezinárodních federací měla pochybnost pouze FIS, a to o Engelbergu, protože prý jeho nadmořská výška 1015 metrů, nezaručuje stabilní sněhové poměry. Davos, tehdejší sídlo ISU, bylo z hlediska bruslení upřednostňováno. Proti St. Moritzi mluvilo to, že nedisponoval skokanským můstkem a lanovkou, kterou by se dopravovaly boby na start. Byla také projednávána varianta, že by olympiáda probíhala v několika místech. Když však de Blonay ohlásil záruky SOC a obce St. Moritz za dobudování nutných sportovišť, rozhodl IOC 22 hlasy pro St. Moritz. Pouze Švéd Clarence von Rosen se zdržel hlasování.

## Plakát
Plakát pro 2. zimní olympijské hry byl vytvořen švýcarským výtvarníkem Hugo Laubim. Na plakátu je v pozadí zobrazen zasněžený vrchol Piz Nair, s nadmořskou výškou 3.057 metrů a před ním plápolající švýcarská a olympijská vlajka.

## Sportoviště
- Hlavním centrem zimních her byl v St. Moritzu zimní stadion Badrutts Park. Na něm se konala většina závodů včetně zahajovacího a závěrečného ceremoniálu. Stadion disponoval přírodní ledovou plochou 30 x 80 metrů a umožňoval sledování soutěží 4.700 divákům (z toho 4.000 míst bylo na tribuně). Součástí stadionu bylo kluziště pro lední hokej i krasobruslení a rychlobruslařská dráha. Pod tribunou, ve velkém pavilonu, byly šatny závodníků, sprchy a další potřebná zařízení.
- Povinné jízdy krasobruslařských soutěží se konaly na kluzišti hotelu Kulm.
- Známá přírodní dráha pro skeleton, Cresta-Run, vedoucí podél silnice do Celeriny byla nově zrenovována. Její délka činila 1.210 metrů, výškový rozdíl mezi startem a cílem byl 157 metrů a obsahovala 15 zatáček.
- Bobové závody se konaly na renovované přírodní dráze Bobsleigh-Run. 16 jejích zatáček se rozkládalo na trati dlouhé 1.570 metrů s převýšením 120 metrů.
- Běžecké lyžařské trati měly start u St. Moritz-Bad a vedly kolem jezer Silvaplanersee a Silsersee.
- Pro skokanské soutěže byl před olympiádou v St. Moritz-Bad vystavěn nový můstek. Můstek, otevřený roku 1926, měl kritický bod 66 metrů a závody na něm mohlo sledovat až 8.000 osob.

Na výstavbu a renovaci sportovních zařízení bylo vynaloženo celkem 350.000 švýcarských franků, přičemž na stavbu olympijského můstku bylo vydáno 275.000 franků.

## Olympijský oheň
V roce 1928 ještě neexistovala tradice olympijské štafety s olympijským ohněm a jeho zapalování při zahajování olympiády. Poprvé plál olympijský oheň z Olympie na letních olympijských hrách roku 1936 v Berlíně, na zimních olympijských hrách se tradiční štafeta s ohněm objevila roku 1948. Do této doby byl olympijský oheň zapalován přímo při zahajovacím ceremoniálu, ale pouze na letních olympiádách. Zimní olympijské hry zažily poprvé olympijský oheň roku 1952 na hrách v Oslu.

## Počasí
Největší problém těchto her představovalo počasí. Ačkoli první polovina února byla vždy z hlediska sněhové pokrývky na Engadinu stabilní, museli organizátoři a závodníci během her bojovat s táním. 24. února 1928, čtvrtý den olympiády, způsobil teplý fén vzestup teploty ze 3 °C v 8.00 na 25 °C v poledne.
Vinou tajícího ledu tak musel být zrušen rychlobruslařský závod na 10.000 metrů. Rovněž u běhu na lyžích na 50 km trati vznikaly kvůli tání, a tím pádem obtížnosti správného namazání lyží, velké problémy, kvůli nimž třetina účastníků tohoto závodu vzdala.
Následující dopoledne byla stále teplota na 10 °C a tak se musely odložit zápasy v ledním hokeji a volné jízdy žen a mužů v krasobruslení. Časový plán některých soutěží se tak musel posunout. Závody bobů kvůli tomu musely být zkráceny ze čtyř na dvě jízdy a rychlobruslařský závod na 10.000 metrů se dokonce už vůbec nepodařilo, pro špatné ledové poměry, zopakovat, takže se v něm nakonec neudílely žádné olympijské medaile.

## Zpravodajství
Celkem bylo pro hry druhé zimní olympiády akreditováno 330 novinářů ze 27 zemí. 88 zástupců médií vyslalo Německo, které tak z tohoto hlediska bylo v St. Moritzi nejsilněji zastoupeno. Přítomni zde také poprvé byli rozhlasoví žurnalisté. Hostitelskou zemi zastupovalo 51 novinářů, Francouzi vyslali 30 reportérů a čtvrté místo v jejich počtu obsadilo Rakousko se 17 novináři.
Ze zúčastněných zemí neměly novinářské zastoupení na hrách pouze Argentina a Mexiko. Oproti tomu ze států, které neměli závodníky na startu žádného závodu bylo nejvíce zastoupeno Španělsko s 11 novináři, Řecko 2 a Dánsko stejně jako Turecko jedním novinářem.
Samotná akreditace byla ze strany pořadatelů poněkud velkorysá. Tak v je možno v seznamu akreditovaných nalézt manželky některých ze závodníků jakož i rodiče jednoho z nich.

## Zúčastněné státy
S 25 zúčastněnými zeměmi se počet účastníků oproti Chamonix zvýšil, i když zůstal za počtem 46 zemí na letní olympiádě téhož roku. Poprvé se her zúčastnila země asijského kontinentu – Japonsko. Poprvé od první světové války se olympiády zúčastnili i sportovci z Německa.
| - Argentina - Belgie - Československo - Estonsko - Finsko - Francie - Itálie - Japonsko - Jugoslávie |  | - Kanada - Litva - Lotyšsko - Lucembursko - Maďarsko - Mexiko - Německo - Nizozemsko |  | - Norsko - Polsko - Rakousko - Rumunsko - Švédsko - Švýcarsko - USA - Velká Británie |

Mapa zúčastněných zemí

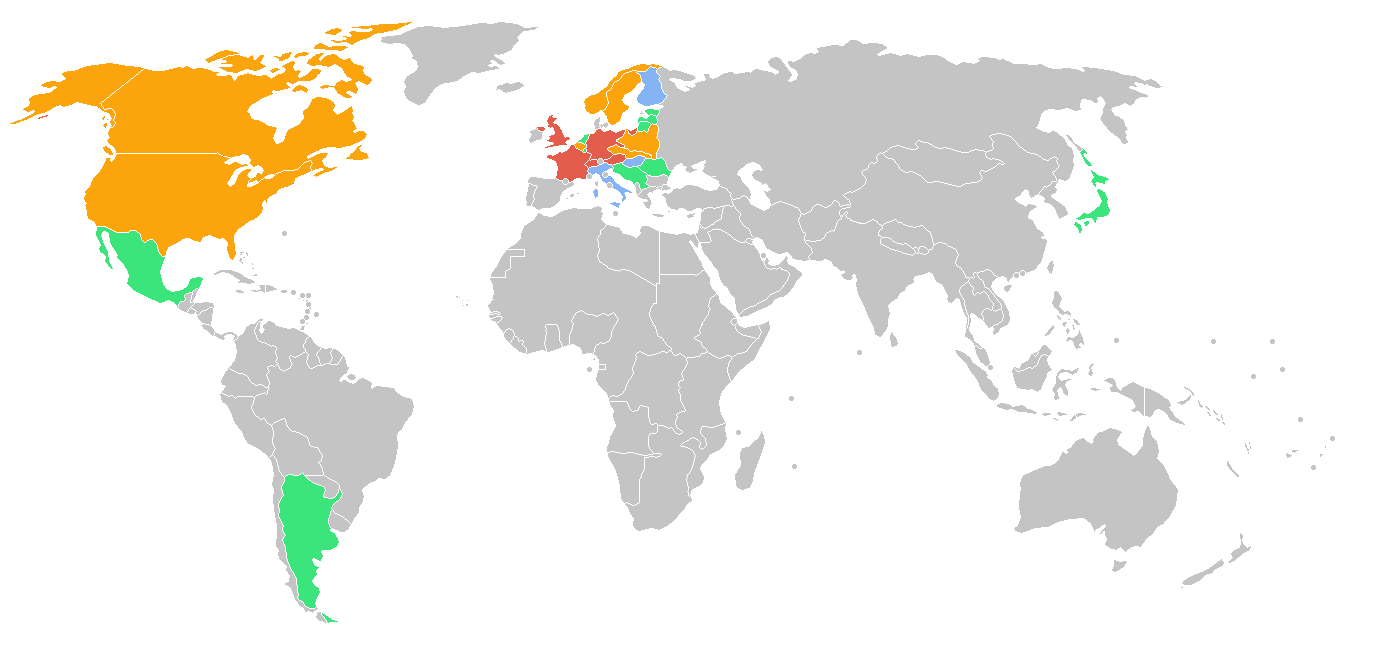
25 zúčastněných států:
Neúčastní se
1-10 sportovců
11-20 sportovců
21-30 sportovců
přes 30 sportovců

Olympiády se zúčastnilo v hlavních disciplínách 464 sportovců (438 mužů a 26 žen) z 25 zemí. V tzv. ukázkových sportech pak bojovalo dalších 36 mužů z 9 zemí. Československo zastupovalo v hlavních soutěžních disciplínách 24 mužů a 1 žena, v ukázkových sportech pak další 4 muži. První československou ženou, která startovala na zimních olympijských hrách se stala krasobruslařka Libuše Veselá.

## Program her
Program hokejového turnaje je uveden již s ohledem na výsledky ve skupinách. Zápasy jsou řazeny v daném dni podle časové posloupnosti, ve které probíhaly.
|  | Zahajovací ceremoniál |  | Kvalifikace a zápasy ve skupinách |  | Finále |  | Závěrečný ceremoniál |

| Ceremoniály             |                                                                                  |                                                                        |                                      |
| Běh na lyžích           |                                                                                  |                                                                        |                                      |
| Boby                    |                                                                                  |                                                                        |                                      |
| Krasobruslení           |                                                                                  |                                                                        |                                      |
| Lední hokej             | Belgie-Velká Británie Francie-Maďarsko Československo-Švédsko Rakousko-Švýcarsko | Francie-Velká Británie Belgie-Maďarsko Polsko-Švédsko Německo-Rakousko | Francie-Belgie Československo-Polsko |
| Rychlobruslení          |                                                                                  |                                                                        | 500 m – Muži 5.000 m – Muži          |
| Sdružený závod          |                                                                                  |                                                                        |                                      |
| Skeleton                |                                                                                  |                                                                        |                                      |
| Skoky na lyžích         |                                                                                  |                                                                        |                                      |
|                         |                                                                                  |                                                                        |                                      |
| Ukázkové sporty:        |                                                                                  |                                                                        |                                      |
| Skijöring               |                                                                                  | Závod na 1.900 m                                                       |                                      |
| Závod vojenských hlídek |                                                                                  | 28 km – Muži                                                           |                                      |
| Den                     | 11 (So)                                                                          | 12 (Ne)                                                                | 13 (Po)                              |

| Ceremoniály             |                      |                         |                            |  |
| Běh na lyžích           | 50 km – Muži         |                         |                            |  |
| Boby                    |                      |                         |                            |  |
| Krasobruslení           | Povinné cviky – Muži |                         | Povinné cviky – Ženy, muži |  |
| Lední hokej             |                      | Maďarsko-Velká Británie | Německo-Švýcarsko          |  |
| Rychlobruslení          | 1.500 m – Muži       |                         |                            |  |
| Sdružený závod          |                      |                         |                            |  |
| Skeleton                |                      |                         |                            |  |
| Skoky na lyžích         |                      |                         |                            |  |
|                         |                      |                         |                            |  |
| Ukázkové sporty:        |                      |                         |                            |  |
| Skijöring               |                      |                         |                            |  |
| Závod vojenských hlídek |                      |                         |                            |  |
| Den                     | 14 (Út)              | 15 (St)                 | 16 (Čt)                    |  |

| Ceremoniály             |                                         |                                         |                                         |
| Běh na lyžích           | 18 km – Muži                            |                                         |                                         |
| Boby                    |                                         | Čtyřboby – 1.a 2. jízda                 |                                         |
| Krasobruslení           | Povinné cviky – Ženy Volné jízdy – Muži | Volné jízdy – Ženy                      | Volné jízdy – Sportovní dvojice         |
| Lední hokej             | Kanada-Švédsko Švýcarsko-Velká Británie | Kanada-Velká Británie Švédsko-Švýcarsko | Kanada-Švýcarsko Švédsko-Velká Británie |
| Rychlobruslení          |                                         |                                         |                                         |
| Sdružený závod          | Běh na 18 km – Muži                     | Skoky – Muži                            |                                         |
| Skeleton                | 1., 2. a 3. jízda                       |                                         |                                         |
| Skoky na lyžích         |                                         | Můstek K66 – Muži                       |                                         |
|                         |                                         |                                         |                                         |
| Ukázkové sporty:        |                                         |                                         |                                         |
| Skijöring               |                                         |                                         |                                         |
| Závod vojenských hlídek |                                         |                                         |                                         |
| Den                     | 17 (Pá)                                 | 18 (So)                                 | 19 (Ne)                                 |

## Zajímavé momenty
- Běh na lyžích na 50 km se stal díky správnému namazání lyží překvapivě kořistí Švédů. První Hedlund měl na čtvrtého Nora Olava Kjelbotna náskok 22 minut. Plná třetina závodníků závod vzdala.
- Nejúspěšnějšími sportovci her se stali norský lyžař Johan Grøttumsbråten a finský rychlobruslař Clas Thunberg se dvěma zlatými medailemi.
- Závody čtyřbobů se staly kořistí Američanů, kteří obsadili prvá dvě místa.
- Sonja Henie se ve svém věku 15 let a 315 dnů stala na dlouhou dobu nejmladší vítězkou zimních olympiád a překonala ji až roku 1998 Tara Lipinská.
- Sonja Henieová zahájila touto olympiádou svou sérii tří zlatých olympijských medailí v řadě.
- Podobně americký bobista William Fiske se ve své době stal nejmladším mužským vítězem na zimních olympijských hrách se svým věkem 16 let a 260 dní. Tento primát mu vzal roku 1992 finský skokan Toni Nieminen, který byl v době svého olympijského triumfu o jeden den mladší.
- Téměř 10 hodin trvalo rozhodčím, než se jim podařilo spočítat výsledky v závodu sdruženém. Ty však byly přesto špatné a tak poslední den olympiády, kdy se závodníci již rozcházeli, musely být vyhlášeny výsledky opravené.
- Hokejového turnaje se pro finanční potíže nemohli zúčastnit hokejisté Spojených států.
- Hokejový turnaj vyhrálo mužstvo Kanady bez jediné obdržené branky, což se od té doby již žádnému týmu nikdy nepodařilo.
- Rychlobruslařský závod na 5 000 metrů ovlivnilo husté sněžení a silný vítr. Hlavní favorit, Fin Clas Thunberg, na rozdíl od jiných závodníků podporu větru neměl a i kvůli tomu skončil až dvanáctý.
- Na olympiádě se objevil nový olympijský sport – skeleton.
- Kvůli velké nadmořské výšce (kolem 1850 metrů) měli někteří lyžaři a rychlobruslaři problémy s dýcháním. I kvůli ní byl v rychlobruslařských soutěžích překonán pouze jeden olympijský rekord.

## Výsledky
Oficiálně se soutěžilo ve čtyřech olympijských a dvou exhibičních sportech. Dělení sportů do odvětví bylo trochu odlišné od dělení nynějšího.

### Výsledky podle jednotlivých sportovních odvětví
Na následujících stránkách je možné si prohlédnout výsledkové listiny jednotlivých sportovních disciplín:
- Boby
- Bruslení
  - Krasobruslení
  - Rychlobruslení
- Lední hokej
- Lyžování
  - Běh na lyžích
  - Sdružený závod
  - Skoky na lyžích
- Skeleton

Ukázkové sporty
- Skijöring
- Závod vojenských hlídek

## Počet medailí podle údajů mezinárodního olympijského výboru
| Pořadí | Země                         | Zlato | Stříbro | Bronz | Celkem |
| 1      | Norsko (NOR)                 | 6     | 4       | 5     | 15     |
| 2      | Spojené státy americké (USA) | 2     | 2       | 2     | 6      |
| 3      | Švédsko (SWE)                | 2     | 2       | 1     | 5      |
| 4      | Finsko (FIN)                 | 2     | 1       | 1     | 4      |
| 5      | Kanada (CAN)                 | 1     | 0       | 0     | 1      |
| 5      | Francie (FRA)                | 1     | 0       | 0     | 1      |
| 7      | Rakousko (AUT)               | 0     | 3       | 1     | 4      |
| 8      | Belgie (BEL)                 | 0     | 0       | 1     | 1      |
| 8      | Československo (TCH)         | 0     | 0       | 1     | 1      |
| 8      | Německo (GER)                | 0     | 0       | 1     | 1      |
| 8      | Velká Británie (GBR)         | 0     | 0       | 1     | 1      |
| 8      | Švýcarsko (SUI)              | 0     | 0       | 1     | 1      |
| Celkem | Celkem                       | 14    | 12      | 15    | 41     |

## Nejúspěšnější sportovci na hrách
| Pos   | Sportovec            | Stát                         | Sportovní odvětví | Zlatá | Stříbrná | Bronzová | Celkem |
| ----- | -------------------- | ---------------------------- | ----------------- | ----- | -------- | -------- | ------ |
| 1 – 2 | Johan Grøttumsbråten | Norsko (NOR)                 | Běh na lyžích     | 2     | -        | -        | 2      |
| 1 – 2 | Clas Thunberg        | Finsko (FIN)                 | Rychlobruslení    | 2     | -        | -        | 2      |
| 3     | Bernt Evensen        | Norsko (NOR)                 | Rychlobruslení    | 1     | 1        | 1        | 3      |
| 4     | Jennison Heaton      | Spojené státy americké (USA) | Boby – Skeleton   | 1     | 1        | -        | 2      |
| 5     | Ivar Ballangrud      | Norsko (NOR)                 | Rychlobruslení    | 1     | -        | 1        | 2      |